# Gottfrid Ånstrands Orgelfabrik
Gottfrid Ånstrands Orgelfabrik var ett företag i Uppsala som tillverkade harmonier.

## Historik
Gottfrid Ånstrands Orgelfabrik grundades 17 oktober 1894 av Gottfrid Ånstrand. Orgelfabriken tillverkade harmonier och var belägen på Kungsgatan i Uppsala. Den flyttades senast 1900 till Bäverns gränd 19. Orgelfabriken lades ner 1945.
Några av de som rekommenderade fabrikens harmonierna var Herman Palm, Albert Lindström, Gustaf Hägg, Joh. E. Wahlqvist, Konrad Pettersson, J. F. Ahlzén, Ivar Hedenblad, Otto Frödin, Gustaf Hofberg, Ingeborg Jansson (Enander) och Daniel Viotti.